# 張譽
張譽（1543年—？），字德徵，號惺菴，江西南昌府新建縣人，民籍，明朝政治人物。

## 生平
隆庆四年庚午科江西鄉試第五十六名舉人。隆慶五年（1571年）中式辛未科會試第六十名，三甲第一百三十一名進士。大理寺觀政，授浙江仁和县知县。万历三年（1575年）行取，升工部主事，六年升南河道郎中，十一年九月以河工叙劳，升太仆寺添注少卿，养病。十五年降调外任。

## 家族
曾祖張富；祖父張仲禮；父張存儆，母朱氏。重庆下。兄张謩。